# Marina Handsová
Marina Handsová, nepřechýleně Marina Hands (* 10. ledna 1975 Paříž), je francouzská herečka.

## Život a kariéra
Jejím otcem je britský režisér Terry Hands a matkou francouzská herečka Ludmila Mikaëlová. Studovala na pařížské konzervatoři Conservatoire national supérieur d'art dramatique. Svou první roli dostala v roce 1998 ve filmu Le Bel Air de Londres. Za svou roli ve filmu Lady Chatterleyová z roku 2006 získala Césara pro nejlepší herečku.

## Filmografie (výběr)

### Celovečerní filmy
- 2000: La Fidélité (La Fidélité), režie Andrzej Zulawski
- 2003: Invaze barbarů (Les Invasions barbares), režie Denys Arcand
- 2005: Šedé duše (Les Âmes grises), režie Yves Angelo
- 2006: Lady Chatterleyová (Lady Chatterley), režie Pascale Ferran
- 2006: Nikomu to neříkej (Ne le dis à personne), režie Guillaume Canet
- 2007: Skafandr a motýl (Le Scaphandre et le papillon), režie Julian Schnabel
- 2009: Matky a dcery (Mères et filles), režie Julie Lopes-Curval
- 2009: Společenská pravidla (Le Code a changé), režie Danièle Thompson
- 2010: Obyčejná poprava (Une exécution ordinaire), režie Marc Dugain

### Televize
- 2001: Piknik u Osirida (Un pique-nique chez Osiris), televizní film, režie Benoît Charrie a Khaled Haffad